# 姫路海軍航空隊

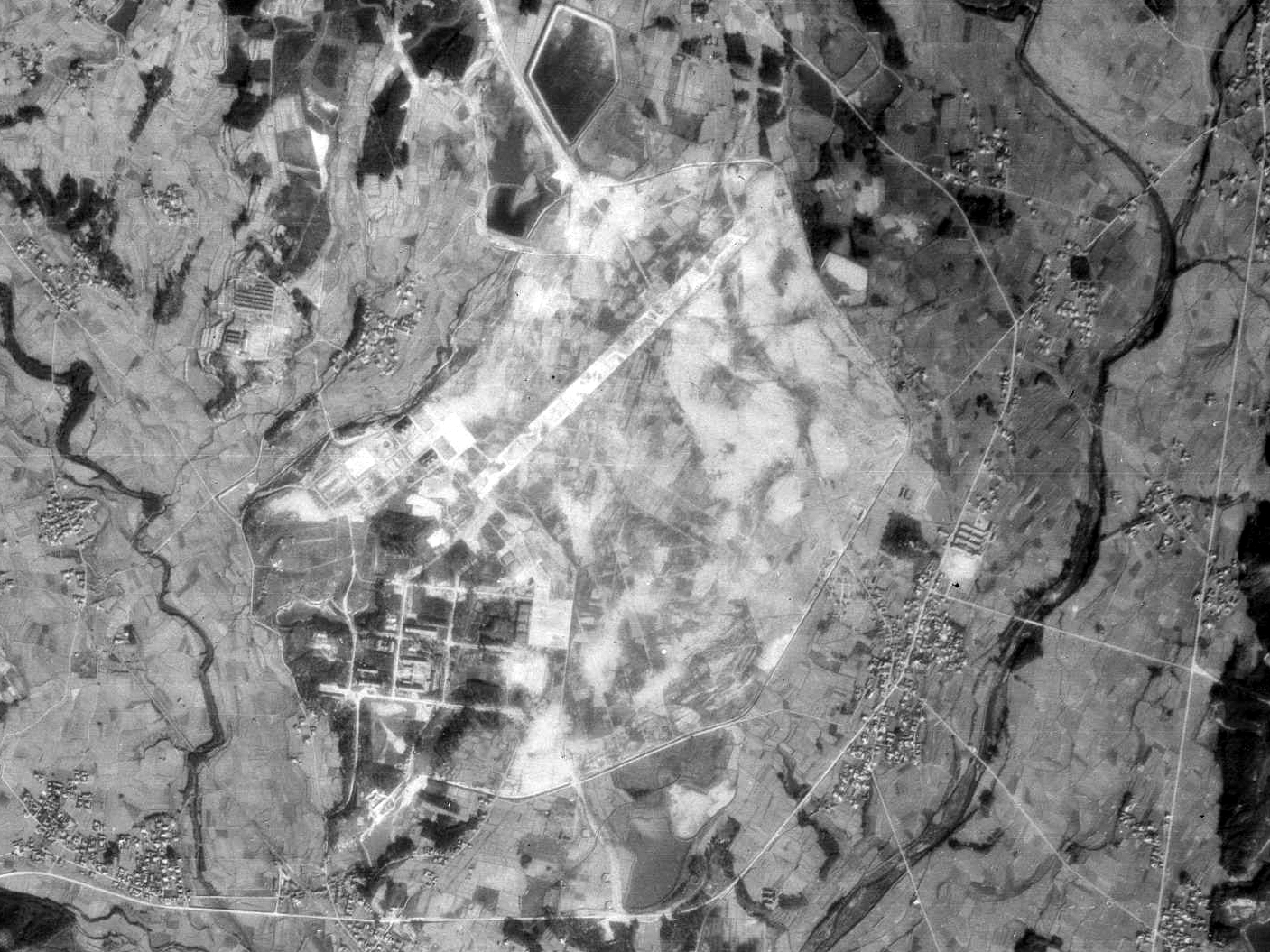
同航空隊が使用した鶉野飛行場跡の空中写真（1947年）

姫路海軍航空隊（ひめじかいぐんこうくうたい）は、日本海軍の部隊の一つ。攻撃専修搭乗員の教育を推進するため、攻撃機に搭乗するまでの実機練習を推進した。しかし決戦体制に移行した昭和20年3月以降は、特攻実施部隊となって沖縄戦に参加した。　

## 沿革
1942年（昭和17年）、兵庫県加西郡九会村・下里村（現・加西市）に、川西航空機姫路製作所の組立工場の建設が開始され、搬出入用の滑走路として鶉野飛行場が並行して造成された。太平洋戦争中期に、逼迫する航空要員の大量育成を図るため、全国各地に訓練部隊が増設された。未完成ながら整備が進行中だった鶉野飛行場に目をつけた海軍は、ここに艦上攻撃機要員の訓練部隊を設置することにした。
- 1943年（昭和18年）

10月1日 - 開隊。第十二連合航空隊に入籍。以後、訓練任務に従事。
- 1944年（昭和19年）

5月頃　鶉野飛行場竣工。
8月頃　川西航空機姫路製作所組立工場、操業開始。紫電の搬出入に滑走路を使用。
- 1945年（昭和20年）

2月10日 - 特攻編成開始、のちに「白鷺隊」として完成。
2月11日 - 第二美保海軍航空隊解隊に伴い、峰山分遣隊を編入。
3月1日 - 峰山分遣隊が独立し「峰山海軍航空隊｣発足。
3月23日 - 宇佐飛行場に向け白鷺隊出撃。沖縄上陸戦開始とともに串良飛行場に前進。
3月31日 - 搬出離陸中の紫電改が失速不時着し、北条線軌道を破壊。突入した列車が転覆（乗客11名死亡・104名負傷）。
4月6日 - 「菊水一号作戦」発動。神風特別攻撃隊・第一護皇白鷺隊13機出撃。
4月12日 - 「菊水二号作戦」発動。第二護皇白鷺隊3機出撃。
4月16日 - 「菊水三号作戦」発動。第三護皇白鷺隊2機出撃。
4月28日 - 「菊水四号作戦」発動。白鷺赤忠隊1機出撃。
5月4日 - 「菊水五号作戦」発動。白鷺揚武隊1機出撃。
5月5日 - 解隊。
すべての稼動機を特攻によって失ったため、部隊を維持できなくなった姫路空は解散した。残された鶉野飛行場は、本土決戦の時まで温存が図られた筑波海軍航空隊や特攻要員の岡崎海軍航空隊の駐留基地として用いられた。隣接する川西航空機の組立工場が米軍空襲部隊の標的となったことから、これら温存機体も多数被弾している。終戦とともに、両航空隊の機体と川西航空機で製造中の紫電は焼却処分された。戦後、滑走路は放置される一方、施設跡には神戸大学農学部が新築された。

## 主力機種
- 九三式中間練習機
- 九七式艦上攻撃機
- 天山

## 歴代司令
- 露木専治（昭和18年10月1日－昭和20年5月5日解隊）